# Râul Gologan, Olt
Râul Gologan sau Râul Mărioara este un curs de apă, afluent al Oltului. 